# Cartiere Paolo Pigna
Cartiere Paolo Pigna Spa è un'azienda nata nel 1839 in provincia di Milano; già subito nel 1868, per volontà del fondatore, Paolo Pigna, l'azienda si trasferisce ad Alzano Lombardo, in provincia di Bergamo, sulle sponde del fiume Serio, dov'è tutt'oggi.

## Storia

### Gli inizi
- 1675: le origini dello stabilimento produttivo di Alzano Lombardo risalgono alla seconda metà XVII secolo, quando era attiva l'antica cartiera Stefanini, come dimostra un'antica lapide, che recita: “OPUS EX LAPIDE – PRIMUM – ALZANI ACTUM – ANNO 1675”.

### Ottocento
- 1839: la storia recente di Cartiere Paolo Pigna inizia nell'anno 1839 e precisamente il 30 aprile, giorno in cui viene istituita, con scrittura privata, una società per la fabbricazione di carta fra i signori Tomaso Pastori e l'Ing. Paolo Pigna (Varese 1802 – Milano 1888), quali soci collettivi, e la ditta Turati e Radice, socia accomandante.
- 1841: il 22 giugno 1841 viene costituita la società G. Maglia Pigna e C., con stabilimento a Vaprio d'Adda. Ciò è asseverato dall'atto redatto dal notaio dott. Luigi Clerici di Milano, n. di registro 820, n. di repertorio 5235, depositato in Archivio di Stato di Milano. la notifica dalla nuova società alla C1866 – 1868: la società G. Maglia Pigna e C. viene sciolta e posta in liquidazione, come da atti notarili 15 giugno 1867 n. repertorio 114/57 a firma del notaio dott. Vespasiano Pavesi, di Borghetto Lodigiano e 19 maggio 1868 del notaio dott. G. B. Bolgeri di Milano, n. 6186/2281 e n. 6187/2282.
- 1868: in data 19 maggio 1868, l'Ing. Paolo Pigna redige una lettera in cui dichiara ultimata la liquidazione della G. Maglia e Pigna e C., assumendone le residue attività e passività. Con un'altra lettera, recante la stessa data, l'Ing. Paolo Pigna dichiara la continuazione da parte dello stesso, del medesimo ramo di commercio nello stabilimento di Alzano, divenuto di sua esclusiva proprietà. In questo periodo l'Ing. Paolo Pigna rileva tre preesistenti piccole cartiere: Ghisalberti, Milesi e Sonzogni, site in Alzano Maggiore, in provincia di Bergamo. Dopo averne ristrutturato gli edifici, inizia la produzione della carta, utilizzando stracci.
- 1870: la ragione sociale diventa: Paolo Pigna Premiate Fabbriche di Carta, con sede sociale a Milano; appare evidente il tratto distintivo che il fondatore vuole imprimere alla sua azienda: l'eccellenza qualitativa. Tale obiettivo viene raggiunto attraverso l'impiego di macchinari tecnologicamente all'avanguardia e la formazione di una forza lavoro sempre più numerosa e motivata a perseguire l'ottimizzazione nelle nuove produzioni.
- 1883: il 1º aprile 1883, l'Ing. Paolo Pigna cede la ditta “Paolo Pigna”, con sede in Milano in via Fieno n. 3, al figlio Carillo Pigna, socio accomandante, e ai signori Ing. Giuseppe Boschi, Luigi Sartirana e Rag. Carlo Conti, come da atto del notaio Luigi Morandi di Milano, repertorio n. 10782. I nuovi soci costituiscono tra loro una società, registrata in Camera di Commercio con capitale sociale di £200.000 e particolarità della suddetta è il fatto che tutti e tre i soci firmeranno a nome Paolo Pigna. Dall'Annuario dell'Associazione Tipografico – Libraria di Milano, recante data 15 ottobre del 1883, Cartiere Pigna risulta attiva, operante e conosciuta.
- 1888: il 26 novembre muore l'Ing. Paolo Pigna, fondatore dell'omonima cartiera.
- 1894: il 17 novembre muore Carillo Pigna.
- 1895: dall'atto n. 5053 del 7 febbraio 1895 del notaio dott. Giovanni Dolci di Bergamo, si evince che alla morte di Carillo Pigna, i signori Conti, Sartirana e Boschi cessano la loro qualità di soci accomandatari, lasciando che la società venisse continuata dalle eredi di Carillo Pigna: Barbara Pellicioli e Giuseppina Pigna, rispettivamente moglie e unica figlia, come da suo testamento. Le due eredi decidono di aggregare altri soci in società, che dall'atto notarile risultano essere: Daniele Pesenti, Augusto Pesenti, Fisico Pietro Pesenti, Carlo Pesenti, Luigi Pesenti, Cesare Pesenti, tutti nati e domiciliati in Alzano Maggiore. La nuova società così costituita continua la propria attività sotto la denominazione “Paolo Pigna” e appare nel Registro delle Notificazioni dei Commercianti e Negozianti Arti e Commercio della Città e Provincia di Bergamo in data 26 marzo 1895; il registro è stato reperito in Archivio di Stato - Archivio Storico della Camera di Commercio di Bergamo, sotto il numero di registrazione 3943.

### Novecento
- 1911: il 23 ottobre muore Daniele Pesenti, marito di Giuseppina Pigna, unica figlia di Carillo, che aveva portato in dote le attività cartarie.
- 1919: il 1º luglio l'azienda si trasforma da società in accomandita semplice a società anonima per azioni, con la denominazione Cartiere Paolo Pigna S.A. e la sede viene trasferita ad Alzano Maggiore. La sede amministrativa rimane invece a Milano. Ne assume la gerenza l'Ing. Micheletti. Al contrario delle altre imprese di settore, che ad inizio Novecento mantengono sostanzialmente le stesse caratteristiche e dimensioni, la produzione della Pigna raddoppia, passando da 600.000 a 1.200.000 quintali di carta lavorata, grazie soprattutto alla meccanizzazione dell'impresa e all'ampliamento progressivo della propria struttura sul territorio bergamasco. Ciò ha inciso notevolmente sullo sviluppo socioeconomico dei paesi limitrofi della Valle Seriana, nonché della stessa città di Bergamo.
- 1920: negli anni Venti gli eredi della dinastia Pigna danno vita ad un ciclo produttivo continuo, oltre che completo, introducendo con grande lungimiranza la produzione di materiale cartotecnico e di cancelleria, che si andava ad affiancare alla semplice carta, mantenendo standard qualitativi di eccellenza. La cartiera di Alzano viene premiata fin dai primi anni di attività con numerosi attestati e riconoscimenti, ottenuti sia a livello nazionale, che internazionale, come diplomi e medaglie in occasione di fiere ed esposizioni, e ciò fa sì che Cartiere Paolo Pigna diventi una realtà sempre più conosciuta ed apprezzata in tutto il mondo. Al contrario delle concorrenti, Cartiere Paolo Pigna fu la prima realtà aziendale a maturare il convincimento che le illustrazioni delle copertine e il messaggio iconico veicolato dai quaderni necessitavano di una cura particolare. La copertina non poteva essere trascurata e doveva risultare accattivante ed attraente, rimanendo aggiornata e al passo con i tempi, evolvendosi con i mutamenti della società, dei costumi e dei gusti della gente.
- 1922-1943: nel Ventennio Fascista la ditta di Alzano diventa un punto di riferimento nazionale per la produzione di quaderni scolastici, grazie alla predisposizione di un'efficace rete distributiva e commerciale, capace di soddisfare le cartolerie di tutto il territorio nazionale: l'inconfondibile marchio dell'aquila ad ali spiegate acquisisce in quel periodo il prestigio e l'affidabilità che gli si riconoscono ancor'oggi.
- 1925: il 6 maggio la ditta Cartiere Paolo Pigna viene iscritta alla Camera di Commercio di Bergamo, Repertorio Economico Amministrativo n.716.
- 1928: si hanno le prime esportazioni di prodotti cartotecnici Pigna in Egitto e Argentina.
- 1936: Carillo Pesenti Pigna, figlio di Daniele, acquista terreni confinati all'azienda per possibili espansioni.
- 1943: la società diventa Cartiere Paolo Pigna S.p.A. e alla morte di Carillo Pesenti Pigna la gestione è affidata a Paolo Radici.
- 1944: con la caduta del fascismo e l'avvento della democrazia in Italia, la Cartiera Pigna deve riorganizzare radicalmente le sue strategie editoriali e ridefinire una propria politica commerciale, utilizzando nuovi soggetti per le copertine dei quaderni. Un processo lungo, complesso e caratterizzato da non poche difficoltà, specie nei primi anni del dopoguerra, in cui era assai arduo recuperare materie prime. L'azienda riesce comunque a proseguire la sua attività di produzione, anzi conquista nuove quote di mercato, allargando il proprio raggio d'azione, utilizzando soggetti neutri per le copertine, come monumenti e panorami d'Italia, così come diversificando le produzioni e arricchendole di altri prodotti, legati alla scuola, all'ufficio, alla casa. Tramontata l'immagine di un'infanzia e gioventù inquadrata e oggetto di un disegno politico, negli anni Cinquanta, in un quadro ormai segnato dal prevalere di logiche di mercato e dinamiche legate ai consumi, la strategia editoriale di Cartiere Paolo Pigna è quella di assecondare i gusti del mondo giovanile, che si ispirano al sogno americano e ai miti del cinema: viene restituita così una dimensione privata e individuale alle copertine.
- 1956: posa alla prima pietra del nuovo complesso industriale. Daniele Pesenti Pigna completa l'acquisizione di terreni iniziata dal padre.
- 1960: Daniele Pesenti Pigna subentra a Radici nella gestione aziendale.
- 1962: viene fondata in compartecipazione con l'inglese James Burn Ltd la Rilecart.
- 1969: l'americana Westab (poi nel gruppo Mead), prende una quota di minoranza della Pigna, da cui uscirà nel 1976.
- 1972: viene rilevata la quota della James Burn nella Rilecart portando il controllo al 100%.
- 1986: viene acquistata la cartotecnica Icci di Tolmezzo (Udine).
- 1989: acquisto della Cisa di Isola Liri (FR): dalla fusione con la Ca.Mer S.r.l. nasce nel 1989 la Nuova Cisa S.r.l..

### Duemila
Nel 1998 scompare per un infarto a 62 anni Daniele Pesenti Pigna dopo aver lasciato al figlio Carillo, trentenne, le cariche di vertice. Un anno più tardi, nel 1999, Carillo lascia per problemi giudiziari dopo la morte per droga di una babysitter nella casa di Montecarlo dove vive con la seconda moglie e due figli; la carica di presidente viene affidata a Roberto Sestini e dopo un anno a Giorgio Paglia. Nel 2000 la Rilecart è incorporata nelle Cartiere Paolo Pigna, è avviata anche la centrale elettrica a cogenerazione e Carillo Pesenti Pigna torna presidente.
Nel 2001 la società rileva un'azienda cartotecnica in Romania, nel 2003 viene chiusa la Nuova Cisa e ceduta la centrale a Veolia. Quell'anno Carillo Pesenti Pigna, personaggio caratterizzato dalla generosità e dalla vita lussuosa (ancora a metà degli anni Novanta aveva comprato un'intera pagina del Corriere della Sera per dichiarare il suo amore alla nuova compagna), lascia nuovamente l'azienda in seguito ad altri problemi giudiziari e nel 2005 andrà a vivere a Miami dove morirà al Jackson Memorial Hospital nel febbraio 2011 a 43 anni.
Nel 2005 Giorgio Jannone, dal 1994 deputato di Forza Italia, diventa presidente delle Cartiere. Amministratore delegato Franco Tatò con il compito di rimetterla in sesto ma rimane in carica solo un anno. L'azienda è economicamente in affanno, nel 2007 Jannone rileva il 20% del capitale con la sua società Gioja per poi arrivare nel 2012 all'82%. Nel febbraio del 2009 viene iniziata la dismissione della sede storica di via Pesenti 1 in Alzano Lombardo, completata nel maggio 2012 quando viene inaugurata la nuova sede delle Cartiere Paolo Pigna, sempre in Alzano Lombardo. Nello stesso anno inizia il progetto di recupero delle aree della sede storica, ad opera di una nuova proprietà che le ha riqualificate aprendo uno spazio eventi e una multifactory.
L'azienda, con un fatturato di una cinquantina di milioni, è sempre in difficoltà con le perdite che lievitano. Viene avviata una forte ristrutturazione, con la chiusura anche della cartiera e il ridimensionamento dei dipendenti, ma con scarso successo e nel 2015 è chiesto al tribunale di Bergamo il concordato preventivo in continuità aziendale. Sono nominati tre commissari, nel 2016 il fatturato scende a poco più di una ventina di milioni e i dipendenti a 150 di cui una sessantina in mobilità, nel 2017 il fondo Idea Ccr1 del gruppo De Agostini entra nell'azienda con il 51% del capitale attraverso la conversione dei crediti. Il 49% resta nelle mani di Jannone. Il rilancio della società, con l'interruzione delle vendite di risme e la concentrazione sulla cartotecnica, è affidato a Alberto De Mattheis nel ruolo di presidente e amministratore delegato.
Nel maggio 2018 il Gruppo Buffetti rileva il 40% dell'azienda affiancando il fondo Idea Ccr1 che scende dal 51% al 31% e la società Gioja di Giorgio Jannone che passa dal 49% al 29%. Un mese più tardi, in giugno, viene rinnovato il consiglio d'amministrazione con la nomina di Massimo Fagioli come presidente e amministratore delegato. Nel dicembre 2019 il gruppo Buffetti acquisisce il 100% delle Cartiere Pigna rilevando le partecipazioni del fondo Idea Ccrl e di Giorgio Jannone.